# Necochea (partido)
Necochea est un partido de la province de Buenos Aires fondée en 1865 dont la capitale est Necochea.

## Villes et localités
- Juan Nepomuceno Fernández
- La Dulce
- Necochea, chef-lieu
- Quequén